# Comptonella glabra
Comptonella glabra är en vinruteväxtart som beskrevs av Thomas Gordon Hartley. Comptonella glabra ingår i släktet Comptonella och familjen vinruteväxter. Inga underarter finns listade i Catalogue of Life.